# Luca Blondeau
Luca Blondeau (Volendam, 11 februari 2006) is een Nederlandse voetballer die als verdediger voor FC Volendam uitkomt.

## Clubcarrière
Blondeau kwam via een samenwerkingsverband  'Voetbal Volendam' tussen FC Volendam en RKAV Volendam over naar FC Volendam waar hij in de jeugdopleiding terecht kwam. In het seizoen 2023/24 won hij de KNVB Beker met het onder 18 team. In juli 2024 tekende Blondaeu zijn eerste profcontract, een contract tot media 2026, voor FC Volendam. Op 31 augustus 2024, in de wedstrijd tegen Top Oss (4–0 winst), debuteerde Blondeau voor het eerste elftal van FC Volendam in de Eerste divisie.

## Clubstatistieken
| Seizoen | Club        | Competitie     | Competitie | Competitie | Beker | Beker | Overig | Overig | Totaal | Totaal |
| Seizoen | Club        | Competitie     | Wed.       | Dlp.       | Wed.  | Dlp.  | Wed.   | Dlp.   | Wed.   | Dlp.   |
| ------- | ----------- | -------------- | ---------- | ---------- | ----- | ----- | ------ | ------ | ------ | ------ |
| 2024/25 | FC Volendam | Eerste divisie | 4          | 0          | 1     | 0     | 0      | 0      | 5      | 0      |
| Totaal  | Totaal      | Totaal         | 4          | 0          | 1     | 0     | 0      | 0      | 5      | 0      |

Bijgewerkt t/m 29 april 2025.